# Hazim Muftić
Hazim Muftić (1906 Gradačac, Bosna a Hercegovina – 26. ledna 1974 Sarajevo, Socialistická federativní republika Jugoslávie) byl bosenskohercegovský pedagog a publicista bosňáckého původu.

## Životopis
Pocházel z rodiny Muftić, známé též jako Mulaibrahimović nebo Svirac, s bohatou tradicí islámských věd. Jeho pradědem byl gradačacký muftí a učitel v medrese, muderris, hadži háfiz Ahmed-efendija Mulaibrahimović Svirac (1880?–1883), děd Ahmed Hilmi-efendija (1858–1934) učitel v medrese a otec háfiz Hasib-efendija (1877–1919 nebo 1929) příležitostným imámem a statkářem.
Mekteb, islámskou základní školu, a obecnou školu dokončil v rodném městě. Gymnázium absolvoval v Tuzle a v Záhřebu promoval na právnické fakultě. Po návratu do vlasti pracoval u soudů v Bijeljině, Tuzle a Sarajevu. Roku 1936 byl dán k dispozici Vakufskému ředitelství Islámského společenství se sídlem v Sarajevu, načež se stal jeho ředitelem (nejprve v pozici pověřence a nato od 1940 coby řádný ředitel). Na tomto postu setrval až do roku 1946. Vedle toho přednášel na Vyšší islámské šarí‘atsko-teologické škole.
Za druhé světové války se politicky nijak neexponoval. Roku 1946 byl přesto uvězněn a odsouzen za zpronevěru vakufského majetku.